# Ancistrus dolichopterus
Ancistrus dolichopterus е вид лъчеперка от семейство Loricariidae. Видът е незастрашен от изчезване.

## Разпространение
Разпространен е в Боливия, Бразилия, Венецуела, Гвиана, Еквадор, Колумбия и Перу.

## Описание
На дължина достигат до 11,8 cm.
Популацията на вида е стабилна.